# Operabög

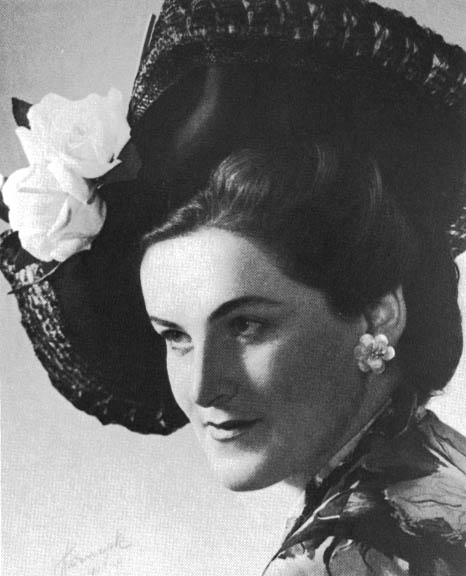
Birgit Nilsson är en stor förebild bland svenska operabögar.

Operabög, engelska opera queen, är en benämning på en homosexuell eller bisexuell man med intresse för opera. I ett par årtionden har det varit känt att homosexuella män i högre grad än heterosexuella män söker sig till operamusik, och begreppet opera queen har avhandlats akademiskt i engelskspråkiga länder av bland andra Wayne Koestenbaum och Tony Kushner. I Sverige har Göran Gademan, docent i teatervetenskap vid Stockholms universitet skrivit boken Operabögar 2003.

## Operans betydelse för operabögarna
Enligt boken Operabögar har operan en funktion som "ventil, förebild, spegling/identifikation, substitut/sublimering, verklighetsflykt och tröst" för operabögarna, vilket bland annat går att se i att deras passion för opera oftast är starkast under tiden "i garderoben". Dessutom har intresset en social sida, både genom besök på operan och skivsamling - det är också vanligt att operabögar raggar på operahusen och under operabesök utomlands. Gademan menar även att det knyts vissa band mellan de kvinnliga rollerna och dess publik. Intresset ligger inte hos personen bakom masken utan i rollen som hon utför. Sopranen utför oftast den mest dramatiska och romantiska rollen och är därför lättast att identifiera sig med, rollen som bär egenskaper som anses lite tabu för en man.
Divakulten är viktig bland operabögarna, och till skillnad från populärkulturen (med ikoner som Babsan och Dolly Parton) saknar den ironi. Campidealet är ofta tydligt. Forskarna har många idéer kring operabögars fascination av primadonnor, bland annat tänker man sig att deras rollfigurer har könsroller som liknar de homosexuella männens. Wayne Koestenbaum menar att varje operabög väljer sin diva och jämför det med att inleda ett erotiskt arrangemang.  Divan utstrålar en utsatthet och sårbarhet, men även en styrka och passion, vilket gör operadivan lätt för homosexuella att identifiera sig med och se upp till. Operadivorna är dessutom ofta djärva, androgyna och många män får en känsla av att kärleksserenaderna riktar sig från scenen och rakt in i deras hjärtan. Ofta besjungs även olycklig kärlek vilket även känns igen av många homosexuella män. Christensen beskriver det som att "Hon sjunger inte för mig eller till mig, utan jag sjunger genom henne.
Den mest populära bland de manliga sångarna är Jussi Björling och bland kvinnorna Birgit Nilsson. Övriga operasångare på topplistan är enligt Gademans projekt: Plácido Domingo, Bryn Terfel, Tito Gobbi, Nicolai Gedda, Maria Callas, Joan Sutherland, Montserrat Caballé och Elisabeth Schwarzkopf. Richard Wagner och andra 1800-talskompositörer lockar mest. De roller som attraherar mest är de tragiska kvinnorollerna Elektra, Isolde, Salome och Violetta i La Traviata. 

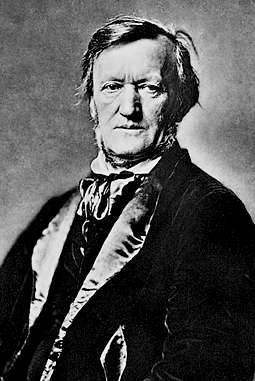
Richard Wagner är den mest populäre kompositören bland operabögar.

## Operabögar och schlagerbögar
I sin avhandling Bögarnas Zarah, om Zarah Leander, jämför Tiina Rosenberg operabögen med schlagerbögen. Hon menar att operan, trots att det är en smalare genre är schlager, drar till sig homosexuella, inte bara män utan även kvinnor, i lika stor utsträckning som melodifestivalen. Den så kallade schlagerbögen är dock ett mer efterforskat område, där Peter Tai Christensen är den mest framstående forskaren inom området. Både operan och schlagern får en tröstande och konstruktiv funktion genom att både genus och sexualitet förstärks och hyllas. På så sätt fungerar de båda musikgenrerna som queera fristäder. De båda divagenrerna handlar om att leva ut en kvinnlighet och tänja på gränsen mellan manligt och kvinnligt. Den största skillnaden mellan de två genrerna menar Gademan är det allvar som finns i operan på ett annat sätt än inom schlagerkulturen.

## Organisation
RFSL grundade 1997 en aktivitetsgrupp kallad "OperaBögarna" som idag har över 250 medlemmar. Bland medlemmarna finns, förutom Gademan själv, Tiina Rosenberg.
Organisationen som från början var ett forskningsprojekt vid Stockholms universitets Teatervetenskapliga institutionen startades av Gademan. De viktiga frågorna som han ställde sig var just varför det är så vanligt att gay-killar gillar opera och på vilket sätt de utövar sitt operaintresse. När projektet avslutades 2003 gav han ut boken Operabögar.
Samtidigt som projektet drogs igång bildades även en fristående aktivistgrupp, även den vid namn OperaBögarna. Organisationen ligger under RFSL Stockholm och startades av cirka 30 män i olika åldrar, med operaintresset som gemensam nämnare. Föreningen har idag cirka 240 medlemmar. Trots att de organiserade operabesöken och andra aktiviteterna mestadels sker i Stockholm så har föreningen medlemmar inte bara från hela Sverige utan även från andra länder i Europa.

## Bögarnas opera
Det är inte bara i publiken på operan som man ser HBT-personer. Den mest kända av alla operabögar är nog Pjotr Tjajkovskij. Med elva operor och tre baletter anses han vara världens främsta homosexuella kompositör. Även flera av den stora gayikonen Oscar Wildes böcker har sedermera blivit till operor. Bland annat Salome som 1905 blev en opera av kompositören Richard Strauss. I Suzanne Ostens uppsättning av Glada änkan som sattes upp på folkoperan i Stockholm 2008 får de även ta plats på scen. Sara Jangfeldt fick utföra rollen om nattklubbsägaren Njegus och bland rollerna finns även gayikoner som Sapfo och Judith Butler. 
Trots de många operabögarna är det ovanligt att homosexuell kärlek faktiskt ges plats på scen. Operascenen är fortfarande en konservativ plats, där kärleken mellan man och kvinna nästintill alltid gestaltas .
En homosexuell svensk tenor, Rickard Söderberg, har ofta uttalat sig om hur lite plats samkönad kärlek får på scenen och i musiken: "Operavärlden är full av homosexuella män, men när det kommer till sin framförandepraxis är det konservativt". Söderberg menar att det är dags för en förändring i den konservativa operavärlden. Operavärlden domineras av bögar, men ändå finns det ständigt oskrivna regler som står i vägen. Det är än idag väldigt tabubelagt att besjunga samkönad kärlek.